# Tuxenentulus ohbai
Tuxenentulus ohbai är en urinsektsart som beskrevs av Imadaté 1974. Tuxenentulus ohbai ingår i släktet Tuxenentulus och familjen lönntrevfotingar. Inga underarter finns listade i Catalogue of Life.